# 主よ、深き淵よりわれ汝を呼ぶ
『主よ、深き淵よりわれ汝を呼ぶ』（しゅよ、ふかきふちよりわれなんじをよぶ、Aus der Tiefen rufe ich, Herr, zu dir）は、ヨハン・ゼバスティアン・バッハの教会カンタータ。BWV131番。聖句は詩篇130篇である。訳はマルティン・ルターによる。同じ聖書箇所に基づくルターのコラールはバッハのカンタータ38番『深き悩みの淵より、われ汝に呼ばわる』でも使われている。

## 概要
バッハは1707年の夏から翌1708年の夏までミュールハウゼンの聖ブラジウス教会のオルガニストを務めていた。この教会カンタータは、ミュールハウゼンの聖マリア教会の牧師アイルマーからの依頼で作曲された。
1707年、あるいは1708年に作曲されたため、バッハの最も初期のカンタータの1つと考えられている。
ソプラノ、アルト、テノール、バスの4部混声合唱と、テノールとバスのソロ、オーボエ、ファゴット、ヴァイオリン、ヴィオラ1と2、通奏低音によって演奏される。

## 構成
1曲目、3曲目、5曲目の歌詞は聖書の御言葉のみ。2曲目と4曲目は聖句とコラールの応答。このコラールはバルトロメウス・リングヴァルト（Bartholomäus Ringwaldt）による。

### 1曲目 合唱
オーボエ、ファゴット、ヴァイオリン、ヴィオラ1と2、通奏低音
Aus der Tiefen rufe ich, Herr, zu dir. ああ主よ、われふかき淵より汝をよべり

Herr, höre meine Stimme,　主よねがわくはわが声をきき

laß deine Ohren merken　汝の耳を

auf die Stimme meines Flehens!　わがねがいの声にかたむけたまえ

深き底を暗示する5度下降音程から始まる。

### 2曲目 アリア（バス）とコラール（ソプラノ）
オーボエ、通奏低音
So du willst, Herr, Sünde zurechnen, ヤハよ主よなんじもしもろもろの不義に目をとめたまはば

Herr, wer wird bestehen?　誰かよく立つことをえんや

Denn bei dir ist die Vergebung, されどなんじに赦しあれば

daß man dich fürchte.　人におそれかしこまれ給うべし

バスのアリアが詩篇を歌い、ソプラノがコラールを歌う。

### 3曲目 合唱
オーボエ、ファゴット、ヴァイオリン、ヴィオラ1と2、通奏低音
Ich harre des Herrn, われ主を待ち望む、

meine Seele harret, わがたましいはまちのぞむ

und ich hoffe auf sein Wort. われはそのみことばによりて望みをいだく

### 4曲目 アリア（テノール）とコラール（アルト）
通奏低音
Meine Seele wartet auf den Herrn,  わがたましいは衛士があしたを待つにまさり

von einer Morgenwache bis zu der andern.　誠にえじがあしたをまつにまさりて主をまてり

### 5曲目 合唱
オーボエ、ファゴット、ヴァイオリン、ヴィオラ1と2、通奏低音
Israel, hoffe auf den Herrn; イスラエルよ主によりて望みをいだけ

denn bei dem Herrn ist die Gnade そは主にあわれみあり

und viel Erlösung bei ihm. またゆたかなるあがないあり

Und er wird Israel erlösen 主はイスラエルを

aus allen seinen Sünden.そのもろもろのよこしまよりあがないたまわん
2重フーガ。